# Badmintonklubben abc Aalborg
Badmintonklubben abc Aalborg (abc Aalborg) er en badmintonklub hjemmehørende i den nordøstlige del af Aalborg. Klubben benytter Mellervanghallen ved Mellervangskolen og er med sine omkring 352 (pr. 3.maj 2018) medlemmer Nordjyllands største badmintonklub.
abc's førstehold spiller i 1. division (2019-2020) og har desuden seniorhold i bl.a. 3. division, Danmarksserien, Kredsserien og serie 2.
Klubben er en sammenslutning af de to klubber Idrætsforeningen Skjold og Aalborg Badminton Klub, som fusionerede til abc i oktober 1958.
Danske Mestre (individuelle mesterskaber)
1964/65 Annie Bøg Jørgensen, DS, U15
1966/67 Annie Bøg Jørgensen, DS, U17
1966/67 Kiss Andreasen/Annie Bøg Jørgensen, DD, U17
1967/68 Annie Bøg Jørgensen, DS, U19
1967/68 Annie Bøg Jørgensen, DD, U19
1968/69 Annie Bøg Jørgensen, DD, U19
1987/88 Morten Bundgaard, HD, U17
1989/90 Marianne Rasmussen, DD, U19
1990/91 Rikke Broen, MD, U19
1995/96 Aase Ott, MD, 65+
1996/97 Aase Ott, MD, 65+
1998/99 Aase Ott, MD, 65+
2005/06 Leif Jacobsen, HS, 60+
2010/11 Jesper Toft, HS, U13
2010/11 Thomas Nielsen, HS, 35+
2012/13 Victor Bendsen, HD, U13
2017/18 Sarah Skriver, DD, U13

Æresmedlemmer
Preben Ott, Aase Ott, Jørn Møller Jørgensen, Erik Nielsen og Ole Trap Bayer (2015).

Formandsrækken
2018- Peter Helmer
2015-2018 Pia Møller Kristensen
2011-2015 Ole Trap Bayer
2007-2011 Preben Bang Klitgaard
2005-2007 Ove Kristiansen
1973-1985 Preben Ott
Øverst placeret hold
2010-2011 2. division (BK Aalborg - holdfællesskab med Gug Badmintonklub)
2011-2012 2. division (BK Aalborg - holdfællesskab med Gug Badmintonklub)
2012-2013 2. division
2013-2014 3. division
2014-2015 3. division
2015-2016 3. division
2016-2017 3. division
2017-2018 2. division
2018-2019 2. division
2019-2020 1. division

## Links/Henvisninger
- Officiel hjemmeside www.abc-aalborg.dk
- http://aalborgidag.dk/?Id=9456 Spillerkontrakter indføres i 2015
- http://www.badmintonpeople.dk/Public/Club/News/Detail/Badmintonklubben_abc_Aalborg/1491.aspx?clubid=1491&m=7394&language=en Nekrolog Aase Ott
- https://www.tv2nord.dk/nordjylland/2020-ernes-nordjyske-badmintonstjerne-hvem-bliver-den-nye-peter-gade Sofie Topp og Thomas Nielsen i interview ved Grand Prix turnering 2020 - 4. januar 2020.
- https://www.tv2nord.dk/aalborg/badmintonklub-bruger-spillernes-egne-netvaerk-til-hverve-nye-medlemmer Reportage ved TV2 Nord - 2. oktober 2019

|  | Infoboks uden skabelon Denne artikel har en infoboks dannet af en tabel eller tilsvarende. |